# اس‌اس فولتلا
اس‌اس فولتلا (به انگلیسی: SS Fultala) یک کشتی بود.